# Leishmania panamensis
Espèce
Leishmania panamensis est une espèce de protozoaires de la famille des Trypanosomatidae.

## Taxonomie
Le nom valide complet (avec auteur) de ce taxon est Leishmania panamensis (Shannon) Shannon.